# 신단 (1832년)
신단(申檀, 1832년 8월 27일 ~ 1905년 8월 30일)은 조선 후기의 문신이자 대한제국의 관료이며 해공 신익희의 아버지다. 해공은 그의 6남 1녀 중 여섯째 아들이다. 독립운동가 이시영 7형제와 인척간이기도 하다. 임진왜란 때 탄금대 전투에서 전사한 신립의 후손이다. 본관은 평산(平山). 당파 소속은 소론. 아명은 증대(曾大), 자는 경여(敬與), 호는 낙원(樂園)이다. 경기도 광주군 사마루 출신

## 생애
임진왜란 때 탄금대 전투에서 전사한 신립의 후손으로 그의 아들 신경연의 후손이다.
1858년 과거에 급제하여 사헌부, 사간원, 홍문관의 여러 벼슬을 거쳐 1873년 조선 고종이 친정을 앞두고 있을 때 승정원 우부승지로 부임하였다. 이때 명성황후의 오라비이며 세도가인 민승호가 당대에는 뭐니뭐니해도 신승지만 한 사람이 없다며 신단을 높이 추켜세우며 칭찬하자 신단은 세도가의 집에 드나드는 문객은 소인배라며 민승호의 은근한 접근을 거절했다고 한다.
그 뒤 이조참의와 참판, 사헌부 대사헌, 한성부판윤 등의 고위직을 지냈으나 세도정치를 달갑게 여기지 않는 정치성향과 당색으로는 소론이라 노론계 민씨 정권의 핵심에는 진출하지 못하였다. 동학 농민 운동과 갑오경장 등으로 세상이 바뀔 조짐을 보이자 신단은 1895년 집안의 하인 대부분을 속량해주고 극소수 하인들만을 데리고 살았다.
1898년 이후에는 대한제국 중추원 1등의관, 궁내부 특진관, 장례원경 등을 지냈다.

## 기타
학덕이 풍부하고 해금에 조예가 있었다 한다.

## 가족 관계
아들 신재희의 부인은 경주 이씨로, 이조판서 이유승의 딸이며, 이시영의 여동생이다.
첫번 째 부인이 낳은 신보희는 형 신식의 양자로 보냈다. 신보희는 충청북도 진천군 출신 일가의 아들 신용균을 양자로 들였다.
아들 신재희, 신익희, 손자 신정균, 신양균, 신용균, 신해균, 신하균, 손녀 신계순, 신정완 등은 일제강점기의 독립운동가이다.
- 증조부 : 신대우(申大羽)
  - 할아버지 : 신현(申絢), 지중추부사 역임
    - 아버지 : 신명호(申命濩), 현감 역임
    - 어머니 : 박종우(朴宗羽)의 딸
      - 형님 : 신식(申植)
        - 조카 : 신보희(申輔熙)(1859년 - ?), 신단의 아들이나 신식의 양자로 보냄

      - 첫번 째 부인 : 풍양 조씨(豊穰趙氏)
      - 두번 째 부인 : ?
      - 세번 째 부인 : 전주 이씨(全州李氏)
        - 장남 : 신규희 (1863년)(申揆熙)(1863년 ~ 1943년)
          - 손자 : 신정균(申貞均)

        - 차남 : 신필희 (1866년)(申弼熙)(1866년 ~ 1944년)
        - 삼남 : 신정희 (1872년)(申庭熙)(1872년 ~ 1943년)
        - 장녀 : 평산신씨

      - 네번 째 부인 : 정경랑(鄭敬娘, 1867년~?), 본관은 동래
        - 사남 : 평산신씨(요절)
        - 오남 : 신재희 (1891년)(申宰熙)(1891년 ~ 1943년)
        - 부인 : 이유승(李裕承)의 딸, 경주이씨, 이시영의 여동생
          - 손자 : 신해균(申海均), 독립운동가
          - 손자 : 신양균(申瀁均), 독립운동가, 일본 공군의 폭격으로 사망
          - 손자 : 신용균(申溶均), 독립운동가
          - 손녀 : 신계순(申季順), 독립운동가
          - 손자 : 평산신씨

        - 육남 : 신익희(申翼熙)(1892년 ~ 1956년)
          - 손녀 : 신정완(申貞婉)(다른 이름은 왕령(王玲)[5], 1916년~)
          - 손자 : 신하균(申河均)(1918년~1975년)
          - 손녀 : 평산신씨(요절)[6]

## 같이 보기
| - 신익희 - 신창현 - 조성환 - 신규희 - 신경진 - 신경희 - 신립 - 이시영 - 민승호 | - 소론 - 장례원 - 흥선대원군 - 이유원 - 이유승 - 김홍집 - 조성환 - 김규식 | - 신개 - 신사임당 |